# Iazigi
Gli Iazigi furono un popolo sarmata che in origine viveva nei pressi del Mar d'Azov, ad ovest del Volga. Attorno al 20 gli Iazigi migrarono, dietro indicazione dell'imperatore romano Tiberio, nella piana del Tibisco (attuale Ungheria orientale), dove rimasero fino all'arrivo degli unni.

## Storia

### I primi due secoli

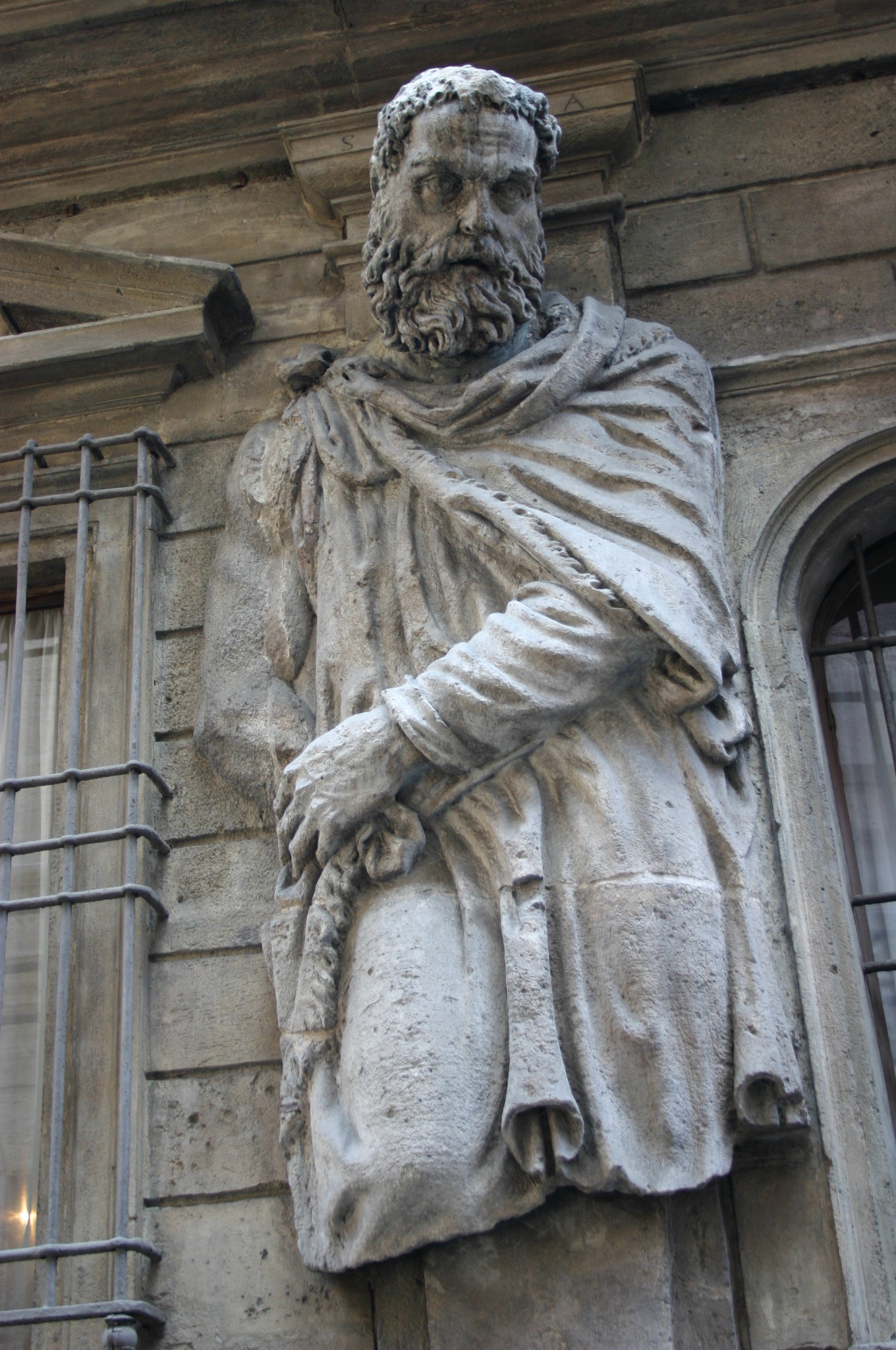
Immagine scultorea di un sarmata iazigio, da Milano (Casa degli Omenoni).

Migrarono nell'attuale Oltenia attorno al principio del I secolo, e confinando pertanto con i Geti ad est, i Mesi ed i Triballi al sud, i Daci a nord ed a ovest. Dall'Oltenia migrarono, per volere dell'imperatore romano Tiberio con il quale intrattennero rapporti di amicitia populi romani, nella grande pianura ungherese del Tibisco attorno al 20 circa.

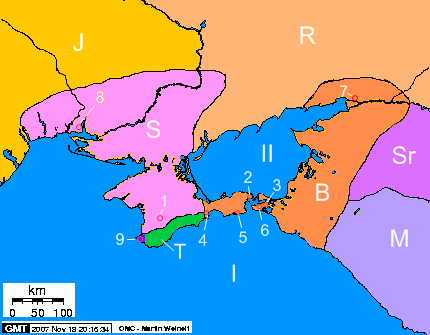
Popolazioni sarmate nel II secolo a.C. Legenda della cartina: I) Mar Nero; II) Mar d'Azov; 1) Neapolis; 2) Panticapaeum; 3) Phanagoria; 4) Theodosia; 5) Kimmerikon; 6) Ermonassa; 7) Tanais; 8) Olbia; 9) Chersonesos; S) Sciti in Crimea; B) Regno del Bosforo; J) Iazigi; R) Roxolani; Sr) Siraces; M) Maeotae (penisola di Taman'); T) Tauri.

Durante l'Anno dei quattro imperatori, quando Vitellio era al potere e Vespasiano si preparava a detronizzarlo, mentre quest'ultimo accumulava le forze, ad Aponio Saturnino, che reggeva la Mesia, fu ordinato di affrettarsi con l'esercito della Mesia per poter al più presto attaccare l'Italia. Tuttavia, per non esporre le inermi popolazioni del territorio all'assalto di genti barbariche, unì alla spedizione i capi dei Sarmati Iazigi che governavano il territorio a nord della Mesia. Questi offrirono a supporto della spedizione i sudditi e la cavalleria, ma i Romani rifiutarono, temendo che potessero macchinare rivolte ostili nell'esercito stesso.
Durante il regno di Domiziano, si allearono ai vicini Quadi e mossero guerra all'impero romano nel 92 (campagne suebo-sarmatiche di Domiziano); riuscendo ad attraversare il Danubio, ed intercettati da una legione romana, riuscirono a distruggerla completamente. Gli storici moderni credono si tratti della Legio XXI Rapax o della V Alaudae.
Forse combatterono al fianco dei Romani, come alleati e "clienti" dell'imperatore romano Traiano, nel corso della conquista della Dacia, ma già nel corso del 107 erano in guerra con l'allora governatore della Pannonia inferiore, Adriano, con cui, una decina d'anni più tardi (nel 117-119), quando questi divenne imperatore, siglarono un trattato di pace.

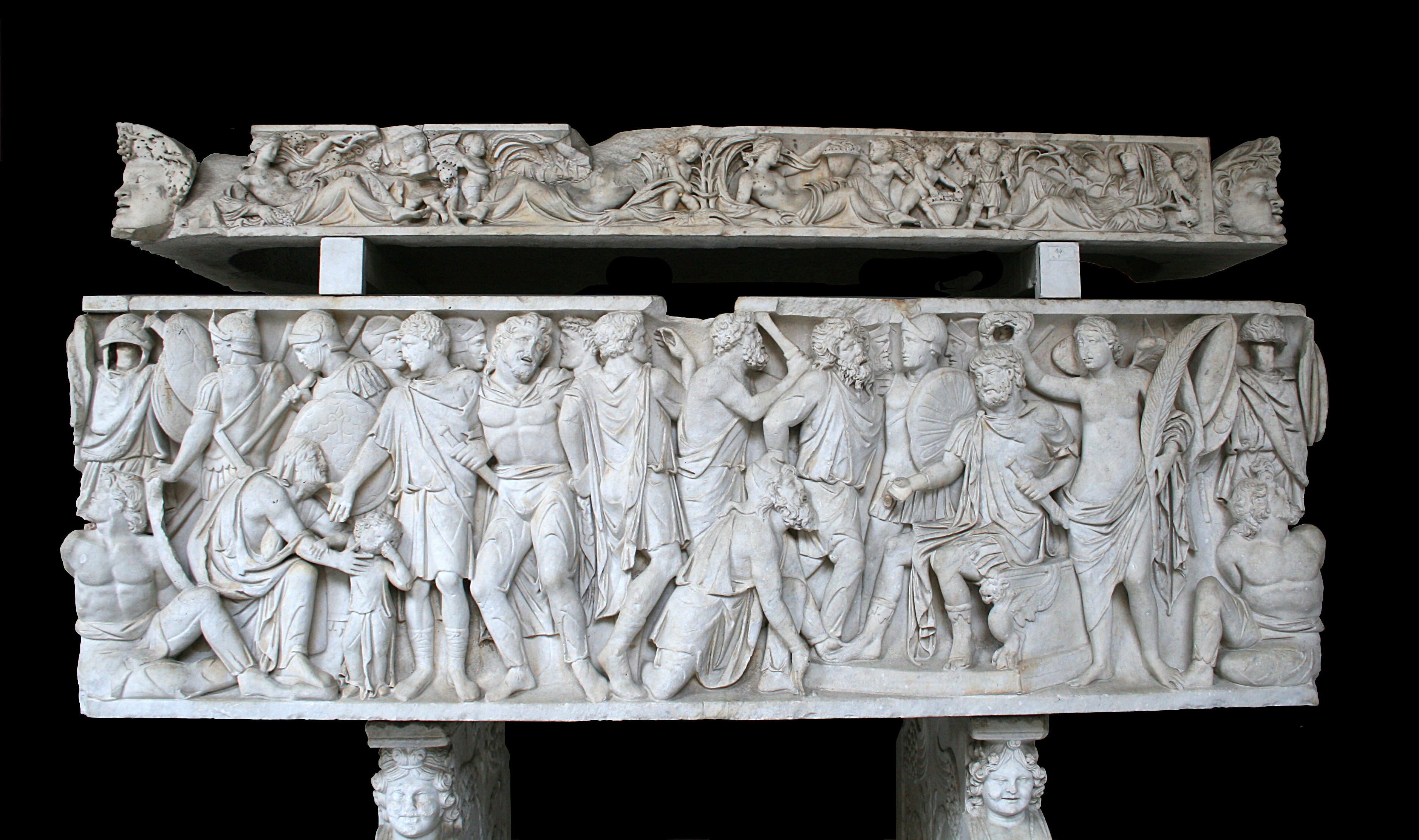
Sarcofago con sottomissione di Sarmati, probabilmente Iazigi, al tempo delle guerre marcomanniche (Musei Vaticani, Museo Pio-Clementino)

Circa cinquant'anni più tardi tornarono a compiere razzie nei territori romani delle province danubiane di Pannonia inferiore e Mesia superiore, oltreché delle Tre Dacie, nel corso delle guerre marcomanniche durante il regno dell'imperatore Marco Aurelio e poi del figlio Commodo (tra il 167 ed il 183).

### Dal III secolo all'avanzata degli Unni nel V secolo
In seguito furono quasi completamente sterminati da Attila nel V secolo. La provincia romena di Iași prende il nome dagli Iazigi. La loro lingua era lo jassico o iazigo, riconosciuto come una variante dell'osseto.

## Sovrani e capi
- Banadaspo;[3]
- Zantico;[3]